# Wiktory 2013
29. ceremonia wręczania Wiktorów za rok 2013 odbyła się 29 marca 2014 roku na Zamku Królewskim w Warszawie. Galę prowadził Przemysław Babiarz.

## Laureaci i nominowani
| Kategoria                                   | Laureat                                                                                             | Nominowany                                                                                      |
| ------------------------------------------- | --------------------------------------------------------------------------------------------------- | ----------------------------------------------------------------------------------------------- |
| Polityk Roku                                | Elżbieta Bieńkowska                                                                                 | - Jarosław Gowin - Ryszard Kalisz - Leszek Miller - Jacek Rostowski                             |
| Aktor Telewizyjny                           | Robert Więckiewicz                                                                                  | - Piotr Adamczyk - Marcin Dorociński - Agnieszka Grochowska - Agata Kulesza                     |
| Prezenter Telewizyjny                       | Piotr Kraśko                                                                                        | - Tomasz Kammel - Jarosław Kuźniar - Maciej Rock - Paulina Sykut                                |
| Komentator lub publicysta                   | Maciej Wierzyński                                                                                   | - Jarosław Gugała - Jacek Pałasiński - Tomasz Sekielski - Tomasz Smokowski                      |
| Osobowość Telewizyjna                       | Agata Młynarska                                                                                     | - Maria Czubaszek - Kora - Maciej Nowak - Marek Piekarczyk                                      |
| Odkrycie Telewizyjne Roku                   | Filip Chajzer                                                                                       | - Wojciech Modest Amaro - Joanna Moro - Maciej Nowak - Mateusz Ziółko                           |
| Gwiazda Piosenki                            | Dawid Podsiadło                                                                                     | - Kamil Bednarek - Enej - Sylwia Grzeszczak - Margaret                                          |
| Twórca lub Producent Programu Telewizyjnego | Katarzyna Kolenda-Zaleska                                                                           | - Beata Harasimowicz - Jan Kępiński - Michał Kwieciński - Rinke Rooyens                         |
| Sportowiec Roku                             | Kamil Stoch                                                                                         | - Jerzy Janowicz - Justyna Kowalczyk - Robert Lewandowski - Piotr Żyła                          |
| Wiktor Publiczności                         | Joanna Moro                                                                                         | - Przemysław Babiarz - Michel Moran - Maciej Musiał - Marcin Prokop                             |
| Superwiktory                                | - Jacek Cygan - Waldemar Dąbrowski - Bronisław Komorowski - Krzysztof Krawczyk - Dariusz Szpakowski | - Jarosław Gugała - Grzegorz Miecugow - Adam Pieczyński - Karol Strasburger - Krzysztof Zanussi |